# 毛林坤
毛林坤（1946年9月—），男，江苏靖江人，中华人民共和国政治人物，第十一届全国政协委员。

## 生平
1963年参军入伍，历任中国人民解放军陆军战士，班长，文书，营部书记，排长，团政治处干事，师司令部参谋，军政治部干事，军政治部秘书；北京军区政治部副处长，处长，副师职研究员；北京卫戍区政治部副主任。1993年，转业进入国家保密局工作。1998年4月，任中央保密委员会办公室主任、国家保密局局长。2003年10月，调任中共中央办公厅副主任、中央保密委员会副主任。2008年3月，当选第十一届全国政协委员，代表中国共产党，分入第一组，并担任第十一届全国政协提案委员会副主任。